# Malcolm David Wanklyn
El tinent comandant Malcolm David Wanklyn, VC, DSO & Dues Barres (28 de juny de 1911 - desaparegut en acció el 14 d'abril de 1942) va ser un comandant de la Royal Navy i un dels submarinistes més reeixits de les marines aliades occidentals durant la Segona Guerra Mundial. Wanklyn i la seva tripulació van enfonsar 16 vaixells enemics.
Nascut el 1911 en una família acomodada a Calcuta, Índia Britànica, Wanklyn va ser influenciat per a una carrera militar a una edat jove. El seu pare era un home de negocis i enginyer d'èxit que va servir a l'exèrcit britànic a la Primera Guerra Mundial i el seu oncle era un comandant de destructors que va tenir una guerra reeixida lluitant contra els submarins alemanys a la Primera Batalla de l'Atlàntic.
Wanklyn va desenvolupar un interès mariner als cinc anys i va sol·licitar unir-se a la Royal Navy quan en feia catorze. Malgrat algunes malalties, va poder passar als tribunals de selecció. Va progressar com a oficial comissionat amb força rapidesa i el 1931 havia estat ascendit a subtinent i a tinent dos anys més tard, el 1933. Després de servir en una varietat de vaixells de superfície, es va incorporar al servei submarí.
Després de l'esclat de la Segona Guerra Mundial, Wanklyn va rebre el comandament de l'HMS H31 que va comandar des de febrer fins a l'agost de 1940. Wanklyn va navegar de patrulla al mar del Nord, durant el qual va enfonsar un vaixell. L'agost de 1940 se li va donar el comandament del nou HMS Upholder. El desembre de 1940 el submarí va ser reassignat a la Mediterrània. Wanklyn va començar la primera de les patrulles el gener de 1941 i va romandre en operacions a la batalla de la Mediterrània durant la resta de la seva carrera.
Durant 15 mesos d'operacions, Wanklyn va dirigir l'Upholder en 27 patrulles i va enfonsar 11 vaixells mercants i de tropes de l'Eix mentre en va danyar quatre més. Durant la seva carrera de combat va lluitar moltes accions amb vaixells de guerra de la Regia Marina (Armada italiana). Va enfonsar un destructor i un dragamines, i va danyar un creuer lleuger. En un èxit estrany, també va enfonsar tres submarins italians. Va sumar 128.353 tones de vaixells enemics. Per l'enfonsament del transport enemic fortament defensat SS Conte Rosso sense fer servir l'Asdic, va rebre la Creu Victòria, el premi més alt i prestigiós a la galanteria davant l'enemic que es pot atorgar al personal de les forces britàniques i de la Commonwealth.
El 14 d'abril de 1942, mentre feia la 28a patrulla, Wanklyn i la seva tripulació van desaparèixer. Va ser publicat desaparegut en acció. El lloc on va desaparèixer és desconegut. La investigació suggereix que l'Upholder va ser enfonsat per una combinació d'un vaixell de guerra italià i un avió alemany. El 1986 la Royal Navy va llançar un altre submarí del mateix nom. El submarí classe Upholder/Victoria HMS Upholder va servir fins al 1994 quan va ser transferit a la Royal Canadian Navy com a HMCS Chicoutimi. Continua operatiu.

## Biografia

### Primers anys i família
Els pares de David Wanklyn eren William Lumb Wanklyn i Marjorie Wanklyn. El seu pare era anglès i els pares de la seva mare eren irlandesos. De jove, Wanklyn va preferir ser considerat escocès. Va passar els seus anys de formació a Escòcia i va desenvolupar una estreta afinitat pel país i la gent. Va aprendre a disparar i practicar les seves habilitats de pesca mentre vivia allà.
El pare de Wanklyn va néixer a l'Argentina i es va criar a Ayrshire, Escòcia. Els seus avantpassats s'havien traslladat a l'Argentina al segle xix. El seu avi matern va ser director gerent del Banc Mercantil del Riu de la Plata fins al seu enfonsament el 1875. El seu avi, Frederick, va morir poc després i la seva àvia Elizabeth va descobrir que la seva propietat havia estat mal gestionada. Quedada indigent, va tornar a Anglaterra amb els seus vuit fills, inclòs William. La mala fortuna va tornar a colpejar durant el seu retorn quan el vaixell en què viatjaven, el Royal Mail Steam Packet Company, Boyne, va encallar el divendres 13 d'agost a les roques de l'illa de Molene, prop de Brest, França. La família va perdre la majoria de les seves pertinences.

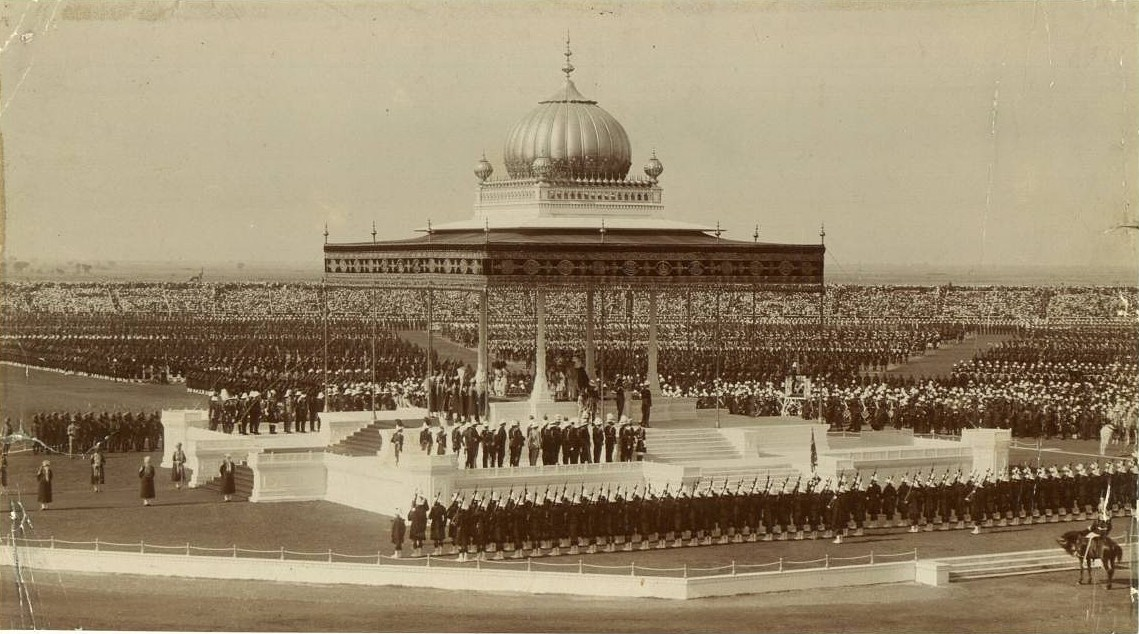
El Delhi Durbar de 1911, amb el rei Jordi V i la reina Maria asseguts a l'estrada.

Amb pocs diners, la seva mare va enviar William a una de les moltes connexions de la família. Va ser adoptat per un ric home de negocis de Manchester que el va traslladar a la residència familiar d'Ayrshire. Va assistir al Marlborough College i es va qualificar com a enginyer. Es va casar amb Marjorie Josephine Rawson l'any 1906. Amb 21 anys era 14 anys més jove que ell. Finalment es van traslladar a l'Índia. William va ser nomenat enginyer en cap de la Port Engineering Company amb seu a prop de Calcuta. Durant aquest temps van viatjar per l'Extrem Orient i Amèrica del Nord generant contactes comercials.
El 28 de juny de 1911 va néixer el seu tercer fill, Malcolm "David" Wanklyn a Calcuta, Índia. Va tenir dos germans Peter (n. 1907), Patrick (n. 1915) i dues germanes, Nancy (n. 1917, va morir de meningitis el primer aniversari) i Nancy (n. 1924). Els Wanklyn es van fer rics ràpidament i en el moment del naixement de David estaven a l'altura del seu èxit material i social. El 1911 van ser convidats al Delhi Durbar, on van assistir el rei Jordi V i la reina Maria.
Quan va esclatar la Primera Guerra Mundial el 1914, William Wanklyn es va unir al Calcuta Light Horse. Va servir al front occidental fins al 1915 quan va tornar a casa amb el grau d'oficial comissionat de major dels Enginyers Reials. Quan només tenia sis anys, David Wanklyn es va enamorar del mar. A aquesta edat va conèixer per primera vegada el seu oncle, el germà de la seva mare. El tinent Alec Anderson estava servint a la Royal Navy. Havia comandat un destructor, i durant una operació d'escorta d'un comboi havia enfonsat un submarí alemany davant de la costa d'Irlanda. El seu vaixell paralitzat va ser remolcat a Newport per a les reparacions, i va aprofitar l'oportunitat per visitar la seva germana i el seu nebot a Escòcia. La reunió va tenir un efecte profund en David, que va quedar profundament impressionat per les seves gestes. Alec va sobreviure a la guerra, però no a la pandèmia de grip de 1918.
Wanklyn es va convertir en un aficionat mariner i pescador i li agradava especialment el tir. També va ser un músic consumat. En els seus anys d'adolescència, les històries del seu oncle encara eren vives i els desitjos de Wanklyn encara es trobaven amb una carrera naval. Va assistir a la Parkfield Preparatory School a Haywards Heath, Sussex. Acadèmicament va destacar, tot i que era tímid i solitari, i tenia propensió a evitar els jocs d'equip. No obstant això, el seu enfocament intel·lectual dels seus estudis li va guanyar el respecte entre els seus companys i el va convertir en un individu popular.

### Royal Navy
El 1925 sol·licità per incorporar-se a la Royal Navy. Durant el procés del tribunal de selecció es va descobrir que era daltònic. Aquest trastorn congènit normalment hauria posat fi a la seva carrera. Afortunadament, el metge en cap era un home pacient i el va entrenar per diferenciar entre allò que estava veient i allò que era una il·lusió congènita. Va aprovar els exàmens escrits i va negociar la Junta d'Entrevistes de l'Almirallat. El 1925, va ingressar al Dartmouth Naval College.
Va ser assignat com a guardiamarina l'1 de maig de 1929 després d'acabar primer de la seva classe en cinc assignatures. El 1930 va ser assignat al cuirassat Marlborough, part del Tercer Esquadró de Batalla; i l'any següent al creuer de batalla Renown el setembre de 1931 en el qual va servir amb el seu company de guardiamarina i futur vicealmirall, Peter Gretton. Mentre servia al vaixell, Wanklyn va ser ascendit a subtinent en funcions. Va ser ascendit a subtinent l'1 de gener de 1932. Poc després es va traslladar a l'escola d'artilleria naval —HMS Excellent— a Whale Island, Portsmouth, per augmentar estudis sobre la navegació naval per optar al seu segon anell amb el grau de tinent. El febrer de 1933 es va traslladar al HMS Dolphin i va ser ascendit a tinent l'1 de febrer de 1933.

#### Servei submarí
Després d'assistir a cursos de promoció el 1932, es va incorporar al Servei submarí de la Royal Navy la primavera següent de 1933. Va servir a Gosport i va realitzar un entrenament intensiu en submarins. Al setembre va servir al submarí Oberon que formava part de la Flota mediterrània. Va ser el seu primer nomenament com a submarinista. El 1934 va acompanyar el seu nou càrrec en viatges per la Mediterrània. Van seguir visites a Gibraltar, Malta, Algèria, França i Itàlia. L'octubre de 1934 es va traslladar al HMS L56 amb la resta de la 6a Flotilla de submarins a Portsmouth. Wanklyn va passar un any a bord abans de convertir-se en el primer tinent del vaixell. Va aprendre una sèrie de funcions d'oficial i va ser responsable de l'ajust d'immersió i la disciplina de la tripulació del vaixell. Recordaria el rendiment del submarí de classe L quan va comandar altres vaixells d'aquest tipus a principis de 1940. Va servir a bord de l'HMS Shark durant la major part del 1937 i 1938 i es va convertir en el seu primer tinent.
Va patrullar per Gibraltar durant la Guerra Civil Espanyola. Les ordres de l'Almirallat dictaven que qualsevol vaixell nacional o de l'republicà que intentés atacar la navegació britànica havia de ser enfonsat a la vista. En una ocasió, el submarí es va trobar amb un submarí alemany. Els dos submarins es miraven des d'una distància d'una milla nàutica sense prendre mesures. Mentre estava a Malta, Wanklyn es va casar amb la seva xicota Betty a l'Església de la Santíssima Trinitat, Sliema, el 5 de maig de 1938. Wanklyn va convidar a tots els oficials i homes que formaven una guàrdia d'honor. No era habitual que els oficials es barregessin amb rangs inferiors, però Wanklyn no mostrava cap prejudici.
Wanklyn va tornar a Gosport el juliol de 1939 i es va convertir en el primer tinent i segon al comandament de l'HMS Otway, part de la 5a Flotilla de submarins, l'agost de 1939. El submarí va sortir de Gosport el 24 d'agost de 1939 i va navegar cap a Gibraltar per carregar combustible i subministraments. A l'esclat de la guerra, Wanklyn va ser enviat a Malta el 2 de setembre i després a Alexandria a Egipte el 2 d'octubre de 1939. Durant la Guerra de broma, l'Otway estava en entrenament. El dia de Nadal el vaixell va atracar a Marsella. Wanklyn va rebre l'ordre d'anar a Londres per rebre un nou comandament. El van portar a París, on va passar el dia 26 i després a Cherbourg, on va navegar cap a Anglaterra.

### Segona Guerra Mundial
Wanklyn va ser nomenat com a oficial al comandament de l'HMS H31 el 5 de febrer de 1940. L'H32 va dur a terme diversos exercicis durant els mesos següents i es va equipar a l'abril. El juliol del 1940 la situació havia empitjorat per a la Royal Navy. El 14 de maig els holandesos capitularen. Bèlgica es va rendir el 28 de maig i França es va esfondrar el 22 de juny de 1940. S'havien perdut uns 14 submarins i l'exèrcit britànic va evacuar Noruega el mateix mes. Va deixar l'armada defensant les aigües britàniques contra una costa hostil que anava des del nord de Noruega fins a la costa de l'oceà Atlàntic francès. La Royal Navy es va preparar per a un possible invasió alemanya de la Gran Bretanya si la Royal Air Force fracassa a la batalla d'Anglaterra. També va estar ocupat defensant les comunicacions marítimes al Canal de la Mànega —durant el Kanalkampf — i la batalla de l'Atlàntic.

#### Operacions al Mar del Nord
Per exercir pressió sobre les forces navals alemanyes, Wanklyn va emprendre una patrulla el 14 de juliol. El 18 de juliol va arribar a la costa holandesa. Al nord de l'illa Terschelling va albirar tres vaixells d'arrossegament antisubmarins en formació. Després de passar una hora tancant els vaixells, va llançar un únic torpede a les 07:37, des d'una distància de 900 iardes, en un angle de via de 125 graus per posar tots els vaixells gairebé en línia amb el torpede i maximitzar les possibilitats d'un cop. Va sentir el torpede a través dels hidròfons. Dos minuts més tard es va produir una explosió i el caçasubmarins alemany UJ-126 es va enfonsar. Durant els següents trenta minuts, vuit càrregues de profunditat van ser dirigides contra el submarí, la més propera detonant a 250 metres de distància, abans que l'enemic es rendís i es retirés cap a l'est. Una breu declaració al seu informe va marcar la victòria: "El comportament de la tripulació va ser d'allò més satisfactori."
Wanklyn va tornar al port de Blyth. El seu èxit havia de ser recompensat l'agost de 1940. Wanklyn va ser traslladat al nord-oest, a Barrow-in-Furness, on se li va presentar el comandament de l'HMS Upholder, que llavors estava en construcció. Ell el va comandar durant la resta de la guerra. L'Upholder era un submarí de classe U equipat amb quatre tubs de torpedes interns i dos externs. Aquests es van complementar amb el canó de coberta QF 20 cwt de 3 polsades de 76 mm. Va ser botat el 30 d'octubre de 1939 i llançada el juliol de 1940. Wanklyn va vigilar el vaixell durant la construcció i en va prendre el comandament tot just acabat.  El vaixell tenia 196 peus d'eslora amb una mànega de 12 peus. Tenia una velocitat a la superfície de 12 nusos i submergida podia arribar als nou. Va poder submergir-se a la profunditat del periscopi en 45 segons.
Després d'un equipament de cinc mesos i una fase de prova al mar, va ser declarada a punt per a la batalla. Wanklyn va navegar cap al teatre de la Mediterrània el 10 de desembre de 1940. El vaixell va atracar a Gibraltar abans de dirigir-se cap a Malta. L'entrada d'Itàlia a la guerra el 10 de juny de 1940 havia convertit la regió en una zona de guerra. La Regia Marina i la Regia Aeronautica van assetjar l'illa. El setembre de 1940 la invasió italiana d'Egipte va iniciar una important campanya terrestre. L'objectiu de les forces submarines britàniques era impedir que les grans flotes mercants italianes proveïssin el Regio Esercito, i més tard l'Afrika Korps alemany, al nord d'Àfrica. Wanklyn ara formava part de la 10a Flotilla de submarins a Malta sota el comandament del comandant George Simpson. L'Upholder hi va arribar el 14 de gener de 1941. Mentre viatjava a Malta, va proporcionar cobertura llunyana per a la flota de subministrament en l'operació Excés.

#### Mediterrània
El primer èxit de Wanklyn en aquest teatre va ser un atac a un gran vaixell escortat per un destructor que es dirigia al port de Trípoli. A les 01:30 del 26 de gener de 1941 va començar el seu atac a la superfície. Va esquivar el destructor, però els dos torpedes van fallar. Més tard es va albirar un altre comboi i va disparar dos torpedes però una vegada més, tots dos van fallar. El 28 de gener de 1941, els vigies de Wanklyn van albirar un altre comboi. Tancant sense ser detectat a 900 iardes, va anotar un cop al transport Duisburg de 7.500 tones, que va resultar danyat. El 30 de gener de 1941 va disparar dos torpedes a un comboi en direcció nord i va reclamar un impacte contra un vaixell de càrrega de 5.000 tones que no s'ha confirmat. Després d'haver gastat tots els seus torpedes, Upholder va atracar a Malta l'1 de febrer. Va ser ascendit a tinent comandant l'1 de febrer de 1941.
Wanklyn va tornar al mar el 12 de febrer de 1941. A la foscor, els vigilants van albirar un submarí i Wanklyn va ordenar un atac. Després d'adonar-se que era un vaixell britànic des de la seva silueta, l'atac va ser avortat. Més tard es va descobrir que el submarí havia estat el submarí britànic de classe T Truant. Deu dies més tard, el 22 de febrer, es van aixecar les restriccions als submarins britànics i es va considerar que la navegació a tot el mar Mediterrani era de caça lleial i s'havia d'enfonsar a la vista.

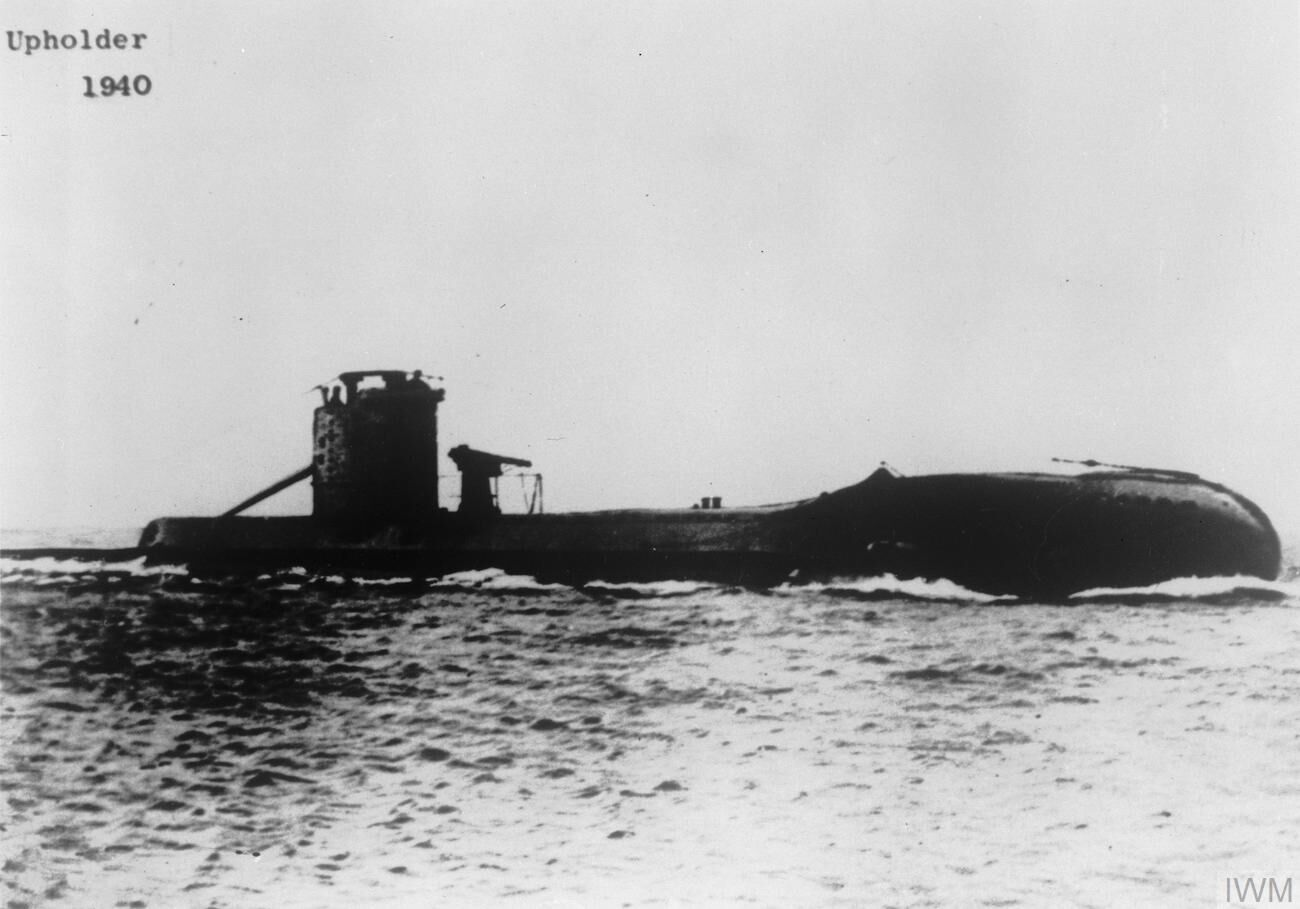
L'Upholder a finals de 1940

El 10 de març, un comboi de petits vaixells "en llast" va ser albirat a Trípoli. Conscient de l'escassetat de torpedes va mantenir foc Mentre feia la seva quarta patrulla, el 3 d'abril de 1941, va albirar un comboi però els vaixells estaven a una distància extrema. El 10 d'abril, un segon atac va fallar quan es van veure les empremtes dels seus torpedes i el comboi va prendre mesures evasives. L'Upholder va ser sotmès a un contraatac sostingut i després es va veure obligat a submergir-se profundament quan els hidròfons van detectar un torpede que s'apropava al vaixell. En lloc de rendir-se, Wanklyn va decidir reconèixer els combois. El 12 d'abril de 1941 va albirar cinc grans vaixells amb tres destructors. Va sortir a la superfície per transmetre la seva posició a la seu de Malta, però un avió enemic el va detectar i l'Upholder es va veure obligat a submergir-se. Més tard, Wanklyn va repetir el procediment que va ser reconegut. Va disparar un obús estel·lar sobre el comboi per marcar la seva posició i la flota enemiga va invertir ràpidament la direcció cap a port. Va atreure la 14a Flotilla de Destructors, formada pel Janus, el Jervis, el Mohawk i el Juno. La força no va contactar aquella nit. Dies més tard, durant la batalla del comboi Tarigo, les mateixes tàctiques van permetre que altres submarins lideressin la força per devastar un comboi italià per la pèrdua d'un destructor.
A principis d'abril, la intel·ligència naval britànica va rebre un informe que Albert Kesselring, el comandant en cap de la Luftwaffe per al Mediterrani, estava instal·lant el seu quarter general a l'hotel Miramar de Taormina a Sicília. Simpson va seleccionar a Wanklyn i l'Upholder per a una operació de desembarcar comandos a la costa controlada per l'enemic per a un intent d'assassinat contra Kesselring. La ciutat es trobava a 200 metres d'una costa rocosa tallada en un turó al mig d'un oliverar. L'Upholder estava equipat amb un parafang per protegir el casc de les roques. S'havien de desembarcar 23 comandos. Destruirien l'hotel i els seus ocupants amb explosius i trets. Wanklyn els va donar 40 minuts per completar l'atac i tornar al submarí sota la coberta del canó de coberta. El dia abans de l'operació es va ajornar i es van desplegar submarins per interceptar un comboi des de Nàpols. Dues setmanes més tard, la intel·ligència va informar que Kesselring havia abandonat la zona i l'operació va ser abandonada.
Simpson va rebre un informe de la intel·ligència naval que dos creuers i destructors enemics estaven sortint del port de Sicília per trobar-se amb un comboi al sud de les illes Kerkennah. Wanklyn va rebre l'ordre de romandre fora de l'illa de Lampedusa, a mig camí entre Malta i Tunísia. No es va veure res, així que Wanklyn va navegar cap a la costa tunisiana i va seleccionar una zona molt coneguda pel seu trànsit de combois. El 25 d'abril, Wanklyn va veure un vaixell mercant i el seu vaixell d'escorta armat, però va aconseguir apropar-se a 700 iardes sense ser detectat abans de disparar dos torpedes. El vaixell va ser tocat i enfonsat. Més tard va ser identificat com el petit vaixell mercant Antonietta Lauro, que anava carregat de nitrats amb destinació a Itàlia. Es va enfonsar lentament i es va enfonsar després de sis hores.
L'endemà, 26 d'abril, va veure dos vaixells que havien encallat. Va esperar la foscor per poder escapar sota cobert, i es va dirigir contra el mercant i el seu destructor d'escorta, amb l'esperança de torpedinar-los tots dos. Quan es va apropar per eliminar el destructor primer, va encallar a 29 peus d'aigua. Incapaç d'arriscar-se als torpedes en aigües tan poc profundes, es va moure al costat del transport, que havia estat molt danyat en un atac i semblava desert, sense personal viu a bord. La coberta estava coberta de motocicletes, cotxes i camions destinats a l'Afrika Korps . Wanklyn va ordenar a un grup d'embarcament que saquegessin tot el que poguessin i posessin càrregues explosives que van fer volar el vaixell. Va optar per deixar el destructor, que es trobava en aigües molt menys profundes, fins a l'endemà. En Wanklyn va tornar a encallar i es va veure obligat a abandonar l'atac, tornant a la base amb l'Arta com a única víctima.
Al nord d'Àfrica, les forces alemanyes havien passat a l'ofensiva a l'operació Sonnenblume. A finals d'abril les forces de l'exèrcit britànic estaven sent forçades a sortir de Líbia i Tobruk va ser envoltat. Simpson va ordenar als seus submarins que interceptessin combois que navegaven des de Nàpols i lliuraven subministraments als exèrcits de l'Eix a Àfrica. Per ajudar, Horton va formar la 5a Flotilla de Destructors amb el creuer lleuger Gloucester com a suport. Simpson va enviar l'Upholder, l'Ursula i l'Upright. Simpson va ordenar als seus submarins en acció el 27 d'abril i l'1 de maig. L'1 de maig de 1941, l'Upholder i l'Ursula van entrar en contacte amb un comboi, però els vaixells viatjaven massa ràpid per apropar-se al rang efectiu. Sis hores més tard va veure cinc transports amb quatre destructors fent curses en ziga-zaga per evitar atacs submarins. L'aigua era agitada, però Wanklyn va disparar una salva de tres torpedes als dos vaixells més grans, superposats. Es van sentir tres explosions. El transatlàntic alemany Leverkusen, que havia estat colpejat dues vegades, es va enfonsar per popa. El tercer torpede havia aturat l'Arcturus, que s'inclinava amb força per la proa. L'enemic va fer un contraatac moderat i va marxar. Wanklyn va utilitzar els seus dos últims torpedes per enfonsar el vaixell danyat. El petrolier Bainsizza també va ser atacat per l'Upholder i es va enfonsar immediatament. La patrulla va cedir tres vaixells d'unes 19.000 tones. Simpson va recomanar immediatament a Wanklyn i als seus oficials per a condecoracions.

#### Cap del servei submarí
Wanklyn no participava excessivament en activitats socials. Quan tornava a la costa, passava 24 hores discutint el seu informe de patrulla amb Simpson i revisant els preparatius per a la propera sortida. Wanklyn feia això immediatament, ja que cap comandant sabia quan seria cridat a l'acció de nou. El peatge i la tensió de les operacions van fer que Simpson enviés els seus comandants al país per relaxar-se quan hi havia una calma en les operacions. Les cartes de Wanklyn a la seva dona normalment portaven l'adreça del Palau de San Anton, on es va convertir en el convidat freqüent del governador general Sir William Dobbie. Per alliberar-se de l'estrès, en Wanklyn es dedicava a la seva granja de porcs i de tant en tant feia algun tret, però l'afició més gran del submarinista era la pesca. Encara que una mica auster, Wanklyn tocava la guitarra i bevia socialment, adonant-se de la seva necessitat de vincular-se amb els oficials i la tripulació. No participava en festes organitzades, perquè estava cansat i esgotat físicament bona part del temps.
Wanklyn va tornar a entrar en acció el 15 de maig de 1941. L'Unique havia informat que cinc creuers i embarcacions més petites embarcaven a l'estret de Messina. Simpson va considerar beneficiosa la presència de l'Upholder. Wanklyn va posar rumb cap a la ruta del comboi cap a Bengasi i després cap a Messina per maximitzar les seves possibilitats d'atrapar un vaixell enemic. La mala sort va afectar la primera part de la missió. Un torpede es va filtrar i es va haver de tornar a carregar submergit. Es va veure un comboi però estava massa a prop de la costa i no es va poder portar dins del radi d'acció. L'Asdic de l'Upholder no funcionava. Una rentadora defectuosa va deixar entrar aigua de mar que va destruir l'aïllament al voltant d'un cable elèctric. Un senyal va arribar a la tarda informant-li d'un comboi prop de Patras. Els vigies de Wanklyn el van detectar: un vaixell de vapor, dos vaixells cisterna i una corbeta, amb prou feines visibles amb el teló de fons de la costa. Wanklyn va disparar tres torpedes a 7.000 iardes. Es va sentir una explosió. Minuts després se'n van sentir dos més, però Wanklyn va suposar que havien tocat la costa. Es va reclamar que un vaixell cisterna de 4.000 tones va resultar danyat. Es van deixar caure sis càrregues de profunditat però es van perdre, aproximadament una milla. El 22 de maig es va deixar passar un vaixell hospital italià sense atacar-lo.

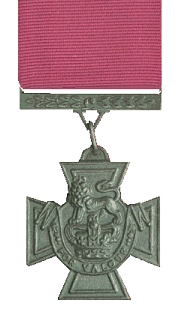
La Creu Victòria

El 23 de maig va veure un comboi de dos vaixells cisterna. Mirant pel periscopi va veure que un vaixell portava colors francesos i va consultar els seus llibres d'identificació per determinar la seva identificació. La tripulació va identificar el nom al seu casc: Damieni. El segon vaixell es deia Alberta. No hi havia cap informació de navegació neutral a la zona i ambdós vaixells sonaven italià. Després de pensar una mica, Wanklyn va atacar. Tres torpedes van ser disparats i el Capitaine Damiani, un vaixell francès de Vichy que viatjava sota la carta italiana, es va enfonsar per la popa a unes 5 milles nàutiques (9,3 km) al sud-oest de Punta di Pellaro. L'Alberta va dur a terme una acció evasiva i els vaixells d'escorta van llançar 26 càrregues de profunditat i van caçar l'Upholder tota la tarda. L'endemà a la tarda se'n van deixar caure 21 més. Cap s'hi va acostar. Sense Asdic, Wanklyn es va llançar a 150 peus, ja que no podia determinar fàcilment els moviments enemics. L'enemic va abandonar els atacs i al capvespre va aparèixer l'Upholder.
A mesura que es va fer fosc, els vigilants van veure un gran vaixell amb cinc destructors. El vaixell de tropes italià SS Conte Rosso va ser identificat pel periscopi. Mentre es movia per atacar, el destructor Freccia gairebé l'atropella que no havia vist el submarí. Va disparar els seus torpedes i va submergir-se a 150 peus. Va sentir dues explosions i el vaixell, que portava la bandera del contraalmirall Francesco Canzoneri, es va enfonsar amb 2.279 soldats i tripulants a bord a uns 50 km (27 nm) a l'est de Portopalo di Capo Passero a Sicília. Al voltant de 1.300 d'aquests homes van morir. Durant les hores següents va esquivar 37 càrregues de profunditat mentre l'escorta va contraatacar. Diversos dies després, una de les llanxes salvavides del Conte Rosso es va trobar naufragada a Malta i es va confirmar l'enfonsament. L'enfonsament del vaixell de 19.000 tones, que estava sota una gran guàrdia, i sense emprar l'Asdic, va provocar l'atorgament de la Creu Victòria, el premi més prestigiós a la valentia i habilitat davant l'enemic. Wanklyn va ser citat a la London Gazette per les seves accions l'1 de desembre de 1941.
La tensió de les operacions ja es mostrava i el comandant Simpson va ordenar que Wanklyn fos retirat de les patrulles. Simpson no va poder estalviar la seva tripulació i no se'ls va permetre el mateix respir. Wanklyn era ara un dels comandants de submarins més reeixits del bàndol aliat i Simpson estava ansiós per que pogués descansar. Mentre estava fora de servei de combat, Wanklyn va donar conferències i tutoritzar nous oficials si se li demanava, però va preferir no obligar els comandants menors a escoltar les seves experiències. Simpson no volia exposar l'Upholder a un risc indegut en la seva absència, i al submarí se li va assignar la ruta de Messina a Trípoli, en comptes de permetre-li realitzar operacions prop de la costa enemiga. En absència de Wanklyn, un nou comandant de 27 anys, Arthur Hezlet, va prendre el relleu d'ell. Hezlet era un comandant agressiu i Simpson es va assegurar d'enviar el vaixell a un lloc on no pogués posar a la tripulació en problemes, perquè fossin retornats a Wanklyn intactes. Només un vaixell hospital alemany es va trobar amb el seu camí durant l'única patrulla del juny de 1941, i es va veure obligat a deixar-lo estar.
L'Upholder i l'Unbeaten van rebre l'ordre de Simpson de tornar a navegar el 24 de juny. Un comboi de quatre vaixells navegava de Nàpols a Trípoli. Wanklyn va prendre una posició a vuit milles a l'oest per error. Els hidròfons van captar els sorolls de l'hèlix dels combois i les càrregues de profunditat ocasionals, però no van veure res. El vaixell va ser retirat i va arribar a Malta el 27 de juny, fent d'aquesta la seva patrulla més curta. Va ser la primera patrulla de moltes que Wanklyn no va poder fer volar el Jolly Roger per indicar una matança. Durant aquestes patrulles, l'Upholder va acollir el corresponsal de guerra i futur actor, el comandant Anthony Kimmins. Kimmins va contribuir amb un article a la revista The Listener, que es va emetre al BBC Home Service el 20 de febrer de 1942.

#### Estiu de 1941
Wanklyn va rebre l'ordre de marxar de nou el 30 de juny de 1941 per patrullar el sud de l'estret de Messina. Al cap de vint-i-quatre hores havia descobert un revestiment. L'Upholder es va apropar molt a prop i va disparar tres torpedes, però l'habilitat marinera del capità italià va evitar els torpedes fent ziga-zagues. Wanklyn va concloure que probablement els torpedes havien passat per sota del vaixell. Els dos dies següents es van passar evitant dos destructors, que estaven obrint el camí per a un comboi que s'acostava. El 3 de juliol, la paciència de Wanklyn va ser recompensada quan un vaixell cisterna de 4.000 tones es va veure a la vista. El va perseguir mentre abraçava la costa, però es va veure obligat a trencar-se quan canviava de rumb al voltant de Capo dell'Armi. Mentre es trobava als voltants del cap Spartivento, tres hores més tard, va veure tres vaixells escortats per un destructor. L'escorta de sobte va deixar caure una càrrega de profunditat i va girar recte cap a l'Upholder. Wanklyn va submergir el submarí a 45 peus i va pujar a la profunditat del periscopi quan va poder escoltar el destructor que passava cap a l'oest. Va ocupar un vaixell de càrrega gris carregat amb caixes d'embalatge de fusta. Es van sentir dues explosions i els senyals de socors la van identificar com a Laura C. El destructor va llançar 19 càrregues de profunditat, que van trencar bombetes i van estar a prop de danyar el submarí. Més tard, un caçasubmarí va deixar caure 27 càrregues de profunditat de l'objectiu. L'Upholder es va retirar a Malta el 8 de juliol.

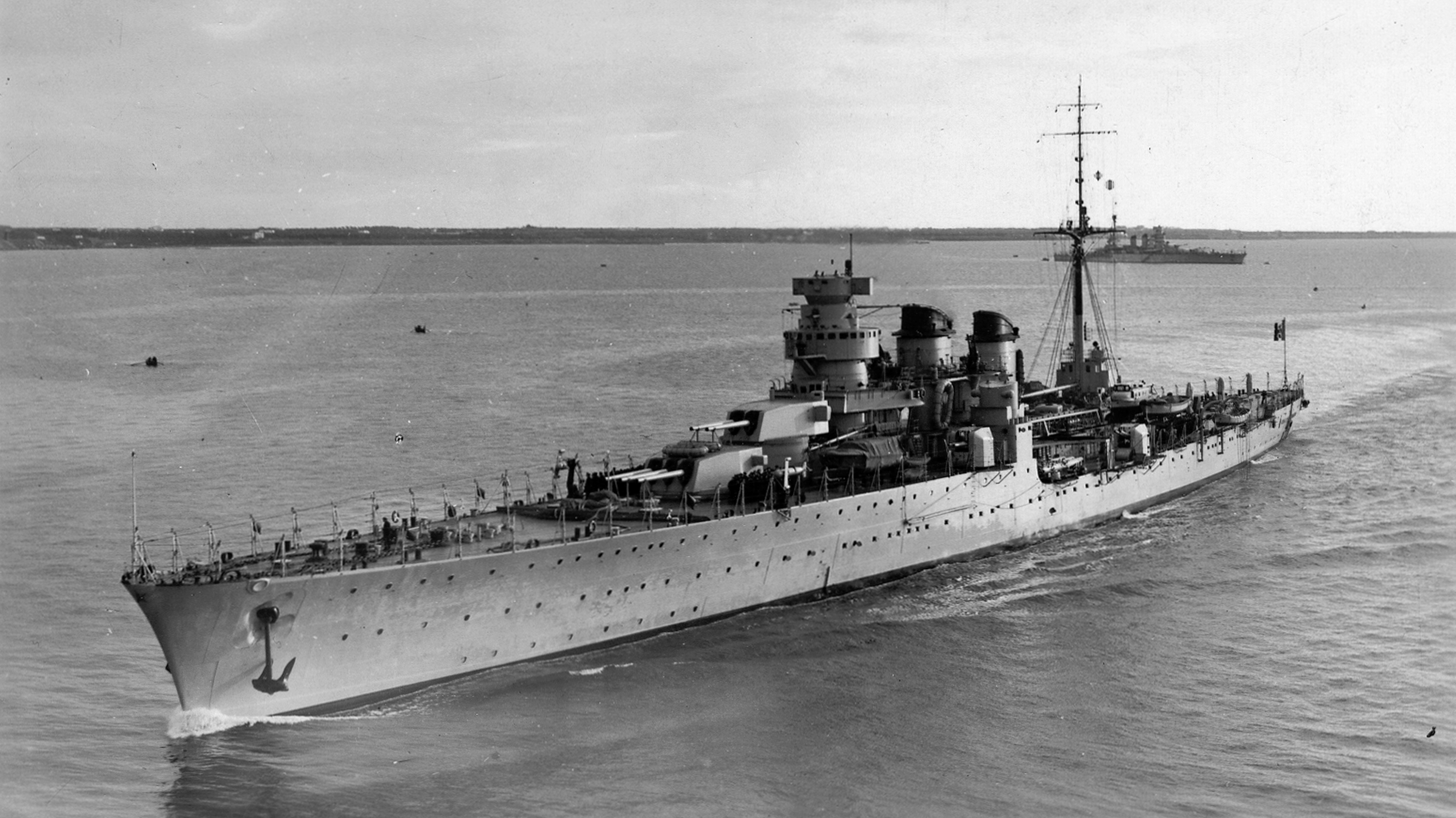
El Giuseppe Garibaldi va ser torpedejat per Wanklyn i danyat el juliol de 1941

El 19 de juliol, l'Upholder va sortir del port una vegada més per participar en l'operació Substance, que era una operació de subministrament per lliurar un comboi molt necessari a l'illa. Wanklyn va ser traslladat a vigilar l'illa sud de Marettimo. Dos dies més tard, Wanklyn es va traslladar a San Vito Lo Capo, a l'extrem occidental de Sicília. Allà, va poder cobrir els moviments enemics des de Palerm. El 24 de juliol va detectar i enganxar un transport amb un sol destructor d'escorta. Va submergir-se i va disparar tres torpedes a 5.000 iardes, un dels quals va colpejar i la seva víctima, el Dandolo de 5.000 tones es va enfonsar. El destructor va llançar 17 càrregues de profunditat durant dues hores i va intentar una caça d'hidròfons, però Wanklyn va capbussar-se fins a 150 peus i es va retirar cap al nord-oest. La seva puntuació ara era de 67.000 tones de vaixells enemics enfonsats.
El 28 de juliol, mentre hi havia una espessa boira al nord de Marettimo, els vigies de Wanklyn van veure dos creuers recolzats per destructors. Els escortes anaven fent ziga-zagues a banda i banda mentre el creuer mantenia un rumb constant. Va ser identificat com el Giuseppe Garibaldi, viatjant a gran velocitat; l'asdic va donar una lectura de 230 revolucions que indicava 28 nusos. Wanklyn va haver de pensar ràpidament si no volia perdre la seva oportunitat. A 4.000 iardes va disparar quatre torpedes Mark IV de 35 nusos a intervals de 12 segons. El submarí va submergir-se i la tripulació va sentir clarament dues explosions. El Garibaldi es va aturar mentre els seus escortes creaven una cortina de fum i llançaven càrregues de profunditat durant 45 minuts. Els oficials de l'Upholder en contaren 38. La presència dels escortes i el fum van negar als britànics la possibilitat d'avaluar els resultats de l'atac. L'Upholder va tornar a Malta i va saber que l'operació havia estat un èxit.
A mesura que avançava l'estiu, els submarinistes britànics havien notat com de vulnerables eren les xarxes ferroviàries costaneres italianes. El 15 d'agost de 1941, Wanklyn i l'Upholder van navegar cap a l'àrea de Marittimo amb l'esperança de desembarcar sabotejadors —o grups de demolicions de trens— al llarg de la costa per plantar explosius al llarg dels ferrocarrils costaners. Els submarins britànics portaven a terme aquestes operacions amb regularitat. Durant els últims mesos de 1941, es van dur a terme 12 operacions d'aquest tipus. En una ocasió, un submarí va sortir a la superfície i va disparar una locomotora amb el seu canó de coberta. Un cop a la zona, Wanklyn va ser dirigit a dos combois i els va perdre a tots dos. El 20 d'agost es va traslladar al cap de Sant Vito. Després d'esmorzar va albirar un petit vaixell de càrrega i un vaixell d'arrossegament. Wanklyn va ordenar disparar dos torpedes, un dels quals va colpejar. El vaixell —Enotria— va trontollar sota el cop i es va enfonsar. El vaixell d'arrossegament va descarregar ràpidament les càrregues de profunditat i es va retirar cap a l'oest en direcció a Trapani. Wanklyn va seguir i va observar el port sota atac aeri.
Wanklyn va traslladar l'Upholder de nou a la zona de Marettimo. A la tarda del 22 d'agost, els vigies van albirar tres vaixells cisterna sota escorta de tres destructors i un hidroavió. Wanklyn va apuntar a la nau principal mentre l'avió es desplaçava cap al costat desenganxat del comboi i el destructor més proper a ell es movia per cobrir la part posterior del comboi. El vaixell cisterna portava tres grans bidons a la seva coberta i estava pintat amb un camuflatge enlluernador malva i caqui. Wanklyn va ordenar una salva completa. Dos torpedes van colpejar l'objectiu, el Lussin, que es va enfonsar amb grans pèrdues de vides. Wanklyn va assenyalar que els destructors van llançar 43 càrregues de profunditat en vuit minuts, seguides d'altres 18. La tàctica dels italians estava millorant. A un punt,Upholder va quedar atrapat entre dos destructors. Wanklyn va creure que es van salvar perquè els italians van començar el seu atac a una velocitat excessiva i van fer que s'havien superat 200 iardes. El 24 d'agost, Wanklyn va atacar un comboi de vaixells que incloïa sis destructors, dos creuers i un cuirassat classe Conte di Cavour. A tres milles no va poder agafar els vaixells més petits, però va disparar els seus dos últims torpedes a un creuer. Els agents van sentir una explosió i van afirmar que un creuer estava danyat. L'escorta va llançar 32 càrregues de profunditat, algunes de les quals es van acostar a l'Upholder.
L'endemà, Wanklyn va deixar caure un grup d'atacs terra endins prop de Palerm. El grup no va trobar un objectiu i va tornar després d'algunes batusses amb patrulles italianes. En entrar, l'Upholder va raspar el fons marí i Wanklyn va traslladar el submarí a una milla més enllà. Mentre era allà, va ser descobert i va experimentar foc des de la riba. El grup va tornar sense pèrdua, havent fracassat en la seva missió de trobar un objectiu, i el submarí va marxar ràpidament. El risc de ser atacat per torpediners italians era molt alt. L'Urge va tenir més èxit quan va aconseguir un partit que va fer volar un pont de subministrament prop de Taormina. Va seguir una altra patrulla sense èxit, la 13a, i van tornar l'1 de setembre de 1941. Durant la sortida es va enfrontar als tres grans transports de línia Neptunia, Oceania i Marco Polo. Va disparar tots els seus torpedes i tots els va fallar i una vegada més l'Upholder va ser sotmès a contraatacs. Només 17 dies més tard, Wanklyn tornaria a contractar dos d'aquests vaixells.

#### Comboi Neptunia, Oceania, Duisburg
L'endemà del seu retorn, el 2 de setembre de 1941, diversos membres de la tripulació van rebre condecoracionss. Wanklyn va rebre l'orde del Servei Distingit. La Creu Victòria pel seu enfonsament del Conte Rosso no s'havia anunciat públicament. The London Gazette va publicar les gestes de Wanklyn i es va convertir en una figura molt coneguda a Gran Bretanya i els homes van rebre dues setmanes de permís a Malta. Simpson va convocar tots els seus comandants a la seu del seu port. L'Upholder, l'Upright, l'Ursula i l'Unbeaten havien de patrullar les vies marítimes de Trípoli i interceptar el comboi que Wanklyn no havia interceptat dues setmanes abans. El 16 de setembre l'Upholder va marxar de Malta. A les 3 del matí del 18 de setembre de 1941, Wanklyn va rebre un missatge d' Unbeaten, que havia detectat el comboi.
A la nit, mentre els transatlàntics eren il·luminats per la lluna, Wanklyn va atacar amb quatre torpedes. El submarí només podia arribar a 10,5 nusos i les onades l'estava balancejant d'un costat a l'altre, dificultant la punteria. Era massa fosc per començar un atac submergit contra un comboi ràpid. Wanklyn va deduir que l'atac s'havia de fer a llarga distància, fora de la pantalla protectora dels escortes. Wanklyn va veure que de vegades els objectius es superposaven i, mentre ho feien, va disparar a la proa d'un i a la popa de l'altre. Tornant el punt de mira al centre de la massa superposada, va disparar dos torpedes més. Dos torpedes van impactar. El primer va destruir les hèlixs de l'Oceania i es va aturar mort a l'aigua. L'altre va colpejar i va esquinçar un gran forat al Neptunia. Els escortes es van aturar per recollir supervivents. Wanklyn es va retirar a una distància segura i va tornar a carregar. Tancant per acabar amb el paralitzat Oceania, Wanklyn es va veure obligat a enfonsar-se a causa d'un destructor italià. Massa a prop del foc, va continuar sota el revestiment i va sortir a l'altra banda. Allà va disparar un únic torpede que va fer volar el vaixell i es va enfonsar. L'Unbeaten havia arribat i estava a punt de disparar però va veure com el segon cop desintegrava el vaixell, que transportava diversos milers de soldats alemanys. El Neptunia va sortir coixejant amb un destructor a 5 nusos (9,3 km/h; 5,8 mph) però els seus mampares es van esfondrar a causa dels danys i es va aturar amb un únic destructor present. Dos torpedes més de l'Upholder el va enfonsar. Wanklyn havia enfonsat prop de 40.000 tones en el mateix atac. El girocompàs s'havia posat fora de funcionament durant l'acció.
L'Upholder va experimentar una carrera estèril durant les properes setmanes. La seva següent patrulla, entre el 23 de setembre i el 2 d'octubre, va ser al nord de Marittimo i s'estenia fins al cap de Sant Vito. Dues setmanes més tard, a mitjans d'octubre de 1941, el vaixell va operar amb Urge al banc de Kerkenah davant de Tunísia. La nit del 8 de novembre de 1941, els vigilants van veure un submarí a la llum de la lluna a Melito di Porto Salvo. Wanklyn va determinar que era italià, possiblement un submarí de classe Perla, Sirena o Argonauta. Una salva completa va enfonsar el vaixell. No es va recuperar cap supervivent i només es va veure una gran taca d'oli a la superfície. L'Upholder va recollir el soroll del vaixell enemic trencant-se mentre s'enfonsava.
Només 36 hores després, Wanklyn va presenciar la batalla del comboi de Duisburg. El capità William Gladstone Agnew va dirigir la Força K —una flotilla de diversos destructors— a una batalla de superfície. Accelerant-se per atacar a qualsevol retardat, Wanklyn es va enfrontar i va enfonsar el destructor italià de classe Maestrale Libeccio. Wanklyn va intentar enfrontar-se a un creuer però va colpejar un destructor de la classe Avieri, que va dir que estava danyat. Durant la batalla, el giroscopi va fallar en un dels torpedes de l'Upholder, que va circular en cercles i es va apropar a l' Upholder abans d'enfonsar-se.

#### Últimes patrulles
El 25 de novembre de 1941, l'Upholder va marxar cap a la seva divuitena patrulla. Wanklyn va situar el submarí al sud-est de l'estret de Messina. A les 07:30 del 27 de novembre van albirar un gran vaixell cisterna amb destructors d'escorta. Wanklyn va disparar una salva completa a 2.800 iardes, però va subestimar la velocitat de l'enemic. Aquest comboi va ser interceptat més tard, i el vaixell cisterna va ser enfonsat per la Force K. El 29 de novembre l'Upholder va navegar enmig d'un esquadró naval italià en un exercici nocturn. La flota enemiga estava formada per tres creuers i cinc destructors. Amb el vaixell més proper a només 3.000 metres de distància, Wanklyn va continuar calculant el rumb i la velocitat de l'enemic, fins que finalment va ordenar al vaixell que s'enfonsés. No podia veure res a través del periscopi a la nit d'hivern. Mitjançant l'ús de comptes, va disparar una salva a l'últim vaixell fent servir el seu asdic. L'objectiu va desaparèixer en un coixinet recíproc i després va reaparèixer just a la part superior de l'Upholder . Wanklyn va atracar a Malta el matí del 21 de desembre de 1941.
En absència de Wankln, la BBC havia emès la notícia de la concessió de la Creu Victòria l'11 de desembre. L'esposa i el fill de Wanklyn, Ian, la van rebre a la casa dels seus pares a Meigle. Els èxits i els registres del seu marit van sorprendre, ja que totes les seves cartes van ser censurades per motius de seguretat. Molts diaris van utilitzar la seva imatge i l'entrevista amb el Times of Malta, feta a principis d'any, per aprofitar el seu relat de la guerra del mar. La naturalesa reservada de Wanklyn només li va permetre dir que estava "emocionat" per la notícia. Quan li van preguntar què es necessitava més en la guerra submarina per tenir èxit, va respondre: "Això és desagradable, així que faré servir una paraula llarga: Imperturbabilitat". Wanklyn només es va fer expansiu en descriure el deute de la tripulació amb el seu cuiner, un mariner capaç, que era essencial per al benestar de la tripulació. El premi va ser el setè que s'atorgava a un membre de la marina, però el primer al servei submarí.
El 31 de desembre Wanlyn va tornar a la mar. Va disparar tres torpedes a un vaixell mercant davant del cap Gallo, però tots van fallar i un va explotar en colpejar la costa. A l'oest de Palerm el 4 de gener de 1942, l'Upholder es va comprometre amb el mercant italià Sirio. Els dos primers torpedes van fallar i un va caure al fons del mar i va explotar sota l'Upholder sense causar danys greus. A prop dels 1.000 metres, Wanklyn va ordenar dos trets més. Un torpede va colpejar al mig del vaixell. El vaixell molt danyat es va aturar per baixar alguns bots salvavides, però després va continuar. Wanklyn va sortir a la superfície per destruir-la amb el canó de la coberta, però es va veure obligat a enfonsar-se de nou quan el vaixell va tornar el foc amb l'armament de la coberta. El Sirio aviat va agafar velocitat i va escapar. La nit següent a Messina, Wanklyn va atacar un submarí enemic amb el seu últim torpede. La seva víctima, l'Ammiraglio Saint, es va perdre. Els homes dempeus a la torre de maquinària van sobreviure: el tinent Como, el suboficial i telegrafista Valentino Chico i el torpediner Ernst Fiore. Estaven disposats a identificar el seu vaixell als seus captors i van descriure el seu vaixell com un submarí de 1.500 tones. Wanklyn va anar a port. Durant el viatge, el submarí va ser atacat pels Junkers Ju 88 que van llançar bombes a 200 metres del quart d'estribord del vaixell. Un cop atracat, a Wanklyn se li va ordenar un permís d'un mes. El comandant Pat Norman va prendre el comandament d'ella per a una patrulla durant la qual va enfonsar el vaixell d'arrossegament armat Aosta el 8 de febrer.
El 21 de febrer de 1942 Wanklyn va tornar a prendre el comandament. Simpson li va ordenar que participés en les operacions de la costa líbia. El matí del 23 de febrer, l'Upholder va prendre la seva posició a Misurata. Wanklyn va perseguir dos vaixells fins que es va adonar que eren destructors. El 26 de febrer l'Upholder va recollir un contacte de Sidi Blal. Es va tancar per atacar a la superfície abans d'apreciar el seu error: la seva víctima era un altre destructor. Wanklyn va ordenar que el vaixell es submergís. Pel que sembla, havien navegat tan a prop que Wanklyn fins i tot va veure la brillantor d'una cigarreta llançada des del destructor. Fora de Trípoli l'Upholder va interceptar el transport Tembieni el seu únic destructor escorta. Wanklyn va ordenar disparar tres torpedes i colpejar en tots tres. El vaixell de càrrega es va enfonsar en vint minuts. Del 28 de febrer al 3 de març, no es van trobar més vaixells i Wanklyn va atracar a Malta el 5 de març.
El 14 de març de 1942, Wanlyn va partir en la seva 27a patrulla al golf de Tàrent. La nit del 18 de març va albirar un submarí a la superfície i va determinar que fos hostil. Es va enfrontar amb una àmplia propagació de torpedes, i el submarí es va destrossar i es va enfonsar. El submarí, més tard identificat com el Tricheco, es va perdre de totes mans. No hi va haver contraatac, però els vaixells torpediners a motor van fer ombra els seus moviments durant hores que li van baixar la bateria i l'oxigen. L'endemà, Wanklyn es va traslladar al cap St Cataldo amb l'esperança de trobar un objectiu més suau per al seu canó de coberta. Els vigies van albirar quatre vaixells, un vaixell d'arrossegament i tres pesquers. Wanklyn va ordenar al submarí sortir a la superfície a 100 metres del vaixell d'arrossegament, Maria. Els seus oficials van fer un gest a la tripulació perquè abandonés el vaixell i l'Upholder va disparar set obusos contra el vaixell que es va enfonsar. Els pesquers van fugir prop de la costa. L'acció havia durat 14 minuts i Wanklyn va decidir que era massa perillós per seguir. El 23 de març, l'Upholder, el Proteus i el P36 es van quedar a prop de Tàrent amb l'esperança d'enfrontar-se als vaixells de guerra italians. Es va albirar un comboi i Wanklyn va disparar contra un creuer lleuger però va fallar. Tots tres van tornar a Malta sense èxit.

### Mort
Es creu que Wanklyn va morir juntament amb la seva tripulació quan l'Upholder es va perdre en la seva 25a patrulla, que va quedar vençuda el 14 d'abril de 1942. L'explicació més probable és que va ser víctima de càrregues de profunditat llançades pel torpedinera italiana Pegaso al nord-est de Trípoli el 14 d'abril de 1942, encara que no es van veure restes a la superfície. L'atac va ser a 100 milles de l'àrea de patrulla de Wanklyn; es creu que podria haver canviat de posició per trobar més objectius. També és possible que el submarí fos enfonsat per una mina l'11 d'abril de 1942 prop de Trípoli, quan es va informar que un submarí s'acostava a un camp de mines. Investigacions més recents realitzades per l'especialista naval italià Francesco Mattesini apunten a una patrulla aèria alemanya que recolzava el mateix comboi, compost per dos Dornier Do 17 i dos Messerschmitt Bf 110, que va atacar un contacte submarí amb bombes dues hores abans de l'incident del Pegaso. L'autor també assegura que la tripulació de l'hidroavió no estava segura de si l'objectiu que van assenyalar el Pegaso era un submarí o un grup de dofins. Mattesini, però, admet la possibilitat que el Pegaso hagués acabat amb el submarí malmès anteriorment per l'avió alemany.
Wanklyn va ser el submarinista més reeixit dels Aliats en termes de tonatge enfonsat.

## Vaixells enfonsats
| Data                   | Vaixell                   | País            | Tonatge    | Destí                                                             |
| ---------------------- | ------------------------- | --------------- | ---------- | ----------------------------------------------------------------- |
| 18 de juliol de 1940   | UJ-126 després Steiermark | Kriegsmarine    | 455        | enfonsat a 58° 28′ N, 05° 01′ E / 58.467°N,5.017°E                |
| 28 de gener de 1941    | Duisburg                  | Kriegsmarine    | 7,400      | danyat                                                            |
| 25 d'abril de 1941     | Antonietta Lauro          | Regia Marina    | 5,500      | enfonsat a 34° 57′ N, 11° 44′ E / 34.950°N,11.733°E               |
| 26 d'abril de 1941     | Arta                      | Kriegsmarine    | 2,500      | destruït amb càrregues a 34° 54′ N, 11° 37′ E / 34.900°N,11.617°E |
| 1 de maig de 1941      | Arcturus                  | Kriegsmarine    | 2,500      | enfonsat a 34° 38′ N, 11° 39′ E / 34.633°N,11.650°E               |
| 1 de maig de 1941      | Leverkusen                | Kriegsmarine    | 7,400      | enfonsat a 34° 38′ N, 11° 39′ E / 34.633°N,11.650°E               |
| 20 de maig de 1941     | Bainsizza                 | Regia Marina    | 4,000      | danyat a l'Estret de Messina                                      |
| 23 de maig de 1941     | Capitaine Damiani         | França de Vichy | 5,000      | enfonsat a 37° 56′ N, 15° 36′ E / 37.933°N,15.600°E               |
| 24 de maig de 1941     | SS Conte Rosso            | Regia Marina    | 18,000     | enfonsat a 36° 41′ N, 15° 42′ E / 36.683°N,15.700°E               |
| 3 de juliol de 1941    | Laura C                   | Regia Marina    | 6,100      | enfonsat a 37° 55′ N, 15° 44′ E / 37.917°N,15.733°E               |
| 24 de juliol de 1941   | Dandolo                   | Regia Marina    | 5,000      | danyat at 38° 08′ N, 12° 37′ E / 38.133°N,12.617°E                |
| 28 de juliol de 1941   | Giuseppe Garibaldi        | Regia Marina    | 9,000      | danyat at 38° 04′ N, 11° 57′ E / 38.067°N,11.950°E                |
| 20 d'agost de 1941     | Enotria                   | Regia Marina    | 500        | enfonsat a 38° 09′ N, 12° 39′ E / 38.150°N,12.650°E               |
| 22 d'agost de 1941     | Lussin                    | Regia Marina    | 4,000      | enfonsat                                                          |
| 22 d'agost de 1941     | Tarvisio                  | Regia Marina    | desconegut | danyat                                                            |
| 18 de setembre de 1941 | Neptunia                  | Regia Marina    | 19,500     | enfonsat a 33° 01′ N, 14° 49′ E / 33.017°N,14.817°E               |
| 18 de setembre de 1941 | Oceania                   | Regia Marina    | 19,500     | enfonsat a 33° 01′ N, 14° 49′ E / 33.017°N,14.817°E               |
| 8 de novembre de 1941  | submarí Luigi Settembrini | Regia Marina    | 1,600      | desaparegut                                                       |
| 9 de novembre de 1941  | destructor Libeccio       | Regia Marina    | 1,600      | enfonsat a 36° 50′ N, 18° 10′ E / 36.833°N,18.167°E               |
| 4 de gener de 1942     | Sirio                     | Regia Marina    | 5,300      | danyat at 38° 07′ N, 35° 52′ E / 38.117°N,35.867°E                |
| 5 de gener de 1942     | Ammiraglio Saint          | Regia Marina    | 1,500      | enfonsat a 38° 22′ N, 15° 22′ E / 38.367°N,15.367°E               |
| 27 de febrer de 1942   | Tembien                   | Regia Marina    | 5,500      | enfonsat a 32° 55′ N, 12° 42′ E / 32.917°N,12.700°E               |
| 18 de març de 1942     | submarí Tricheco          | Regia Marina    | 800        | enfonsat a 40° 42′ N, 17° 57′ E / 40.700°N,17.950°E               |
| 19 de març de 1942     | B.14/Maria                | Regia Marina    | 25         | enfonsat a 40° 18′ N, 18° 28′ E / 40.300°N,18.467°E               |

## Historial de promocions
Tinent Comandant - 1 de febrer de 1941
 Tinent - 1 de febrer de 1933
 Sotstinent - 1 de gener de 1932
 Guardiamarina - 1 de maig de 1929

## Condecoracions
Creu Victòria – 3 de març de 1943
  Orde del Servei Distingit & Dues Barres
 Orde del Servei Distingit - 2 de setembre de 1941
 Barra a l'orde del Servei Distingit - 25 d'agost de 1942
 2a Barra a l'orde del Servei Distingit - 25 d'agost de 1942
 Estrella de 1939-1945
 Estrella d'Àfrica
 Medalla de la Guerra 1939-1945